# Trận Opequon
Trận Opequon, hay thường được gọi là Trận Winchester thứ ba, diễn ra tại Winchester, Virginia ngày 19 tháng 9 năm 1864, là một phần trong Chiến dịch Thung lũng 1864 thời Nội chiến Hoa Kỳ.
Trong khi trung tướng Jubal A. Early của Liên minh miền Nam tiến hành đánh phá tuyến Đường sắt Baltimore và Ohio tại Martinsburg, thiếu tướng Liên bang miền Bắc Philip H. Sheridan đã hành quân dọc theo đường Berryville Pike tiến về Winchester với lực lượng là các quân đoàn VI và XIX, vượt qua rạch Opequon. Cuộc tiến quân này đã bị cản trở đủ lâu để cho Early có thể tập hợp lực lượng nhằm đối phó với đòn tấn công chính, tiếp diễn trong nhiều tiếng đồng hồ. Thương vong trở nên vô cùng nặng nề. Trận tuyến bên miền Nam dần dần bị đẩy lui về phía thị trấn. Đến tầm giữa buổi chiều, quân đoàn VIII của miền Bắc cùng lực lượng kỵ binh đã tiến hành bọc sườn trái quân miền Nam. Early liền hạ lệnh rút lui toàn diện. Dựa vào quy mô, cường độ, con số tổn thất nghiêm trọng về các tướng lĩnh của cả hai bên cũng như kết quả của nó, nhiều sử gia đã coi đây là trận đánh quan trọng nhất tại vùng thung lũng Shenandoah trong năm 1864.